# Speyeria cypris
Speyeria cypris är en fjärilsart som beskrevs av Edwards 1886. Speyeria cypris ingår i släktet Speyeria och familjen praktfjärilar. Inga underarter finns listade i Catalogue of Life.